# Nucras caesicaudata
Nucras caesicaudata là một loài thằn lằn trong họ Lacertidae. Loài này được Broadley mô tả khoa học đầu tiên năm 1972.